# Sparedrus depressus
Sparedrus depressus är en skalbaggsart som först beskrevs av Champion 1889.  Sparedrus depressus ingår i släktet Sparedrus och familjen blombaggar. Inga underarter finns listade i Catalogue of Life.